# Sant Llorenç de Mafet
Sant Llorenç de Mafet és una església de Mafet, al municipi d'Agramunt (Urgell) protegida com a bé cultural d'interès local.

## Descripció
És una església amb carreus de pedra regulars amb portalada d'arc de mig punt adovellat, sobre la qual hi ha una inscripció datada el 1617. L'únic detall decoratiu figuratiu d'aquesta sòbria entrada és el tondo amb una mà inscrita fent referència al poble de Mafet. Al centre superior de la façana s'aixeca un campanar d'espadanya inutilitzat perquè no hi ha la presència de les campanes. Al centre de la façana s'obre una petita rosassa d'estil gòtic flamíger. En canvi, a la banda esquerra hi ha un segon campanar adossat de planta quadrada i obertures en arc de mig punt. Interiorment l'església es distribueix amb una nau única coberta amb volta de canó reforçada amb arcs torals. Té un cantador i un absis poligonal. Lateralment es distribueix en dues capelles per banda. Cada capella té una estructura diferent.
Conserva una pica baptismal molt robusta amb un basament quadrat equilàter. A sobre hi ha un fust cilíndric emmarcat per dues àmplies anelles a banda i banda, La pica, de gran gruix, és molt oberta i ampla. És llisa excepte la part davantera central superior, on hi ha un baix relleu amb un escut on es representa un palmell d'una mà, fent referència a la vila de Mafet. La pica finalitza amb un fris on hi ha gravada la data d'execució de la pica: 1620.